# دومينغو فالس
دومينغو فالس (و. القرن 14 – 1409 م) هو رسام إسباني، ولد في طرطوشة.